# Kizil-Jul
Kizil-Jul (orosz betűkkel: Кызыл-Юл, baskír nyelven: Ҡыҙыл Юл) falu Oroszországban, a Baskír Köztársaságban, a Miskinói járásban.

## Népesség
- 2002-ben 26 lakosa volt, melynek 65%-a tatár.
- 2010-ben 25 lakosa volt.